# Flughafen Kemi-Tornio

i7
i11
i13
Der Flughafen Kemi-Tornio (IATA-Code: KEM, ICAO-Code: EFKE) ist ein Flughafen in Finnisch-Lappland.
Die Fluggesellschaft Finnair bietet Flüge an die Flughäfen Helsinki und Kokkola-Pietarsaari an, die von My Jet Xpress Airlines durchgeführt werden. Die Flüge nach Kokkola-Pietarsaari werden teilweise von Juneyao Airlines mitvermarktet.

## Lage
Er befindet sich nördlich der Stadt Kemi am Nordrand des Bottnischen Meerbusens nahe der schwedischen Grenze. Die Grenzstadt Tornio ist 18 km entfernt. Der Großteil des Flughafens befindet sich auf der Gemarkung des Kemier Stadtteils Lautiosaari, im Norden ragt die Startbahn einige hundert Meter in die Nachbargemeinde Keminmaa hinein.

## Geschichte
Der Flughafen wurde 1939 in Betrieb genommen und von der  Fluggesellschaft Aero O/Y als Endpunkt der mit einer De Havilland Dragon Rapide bedienten Linie Helsinki – Tampere – Vaasa – Oulu – Kemi angeflogen. Nach dem Winterkrieg, in dem der Flugbetrieb zwischenzeitlich eingestellt wurde, führte der Linienflug mit einer weiteren Zwischenlandung in Kokkola über Kemi, Rovaniemi, Sodankylä bis hin nach Petsamo an der Eismeerküste.
Mit Beginn des Deutsch-Sowjetischen Krieges 1941 bis zum Fortsetzungskrieg 1944 war der Flughafen regelmäßig mit deutschen fliegenden Verbänden belegt, die häufig wechselten. Beim Rückzug der Wehrmacht im Lapplandkrieg fiel auch der Flughafen Kemi der Politik der verbrannten Erde zum Opfer: die Flughafengebäude wurden niedergebrannt, die Startbahn zerstört und das Gelände mit großen Mengen Sprengstoff vermint. Manche dieser damals vergrabenen Sprengladungen wurden erst in den 1960er Jahren aufgefunden und entschärft.
Die folgende Tabelle zeigt eine Auflistung ausgesuchter fliegender aktiver Einheiten (ohne Schul- und Ergänzungsverbände) der Luftwaffe der Wehrmacht die hier zwischen 1941 und 1945 stationiert waren.
| Von            | Bis           | Einheit                                      | Ausrüstung      |
| -------------- | ------------- | -------------------------------------------- | --------------- |
| September 1941 | November 1941 | I./KG 26 (I. Gruppe des Kampfgeschwaders 26) | Heinkel He 111H |
| November 1941  | Dezember 1941 | Teile der I./KG 30                           | Junkers Ju 88A  |
| August 1942    | November 1942 | II./KG 30                                    | Junkers Ju 88A  |
| Oktober 1942   | August 1943   | I./KG 30                                     | Junkers Ju 88A  |

Der Flugbetrieb konnte jedoch bereits im Sommer 1945 wieder aufgenommen werden. Im Jahr 1953 wurde der Passagierterminal erbaut, der mit geringfügigen Um- und Anbauten auch heute noch die wichtigsten Flughafendienste beherbergt.